# Закон Маттареллы
Закон Маттареллы (итал. Legge Mattarella) — итальянская смешанная избирательная система, построенная на сочетании пропорционального и мажоритарного принципов. Установлена законами от 4 августа 1993 года № 276 «Порядок выборов Сената Республики» (Norme per l’elezione del Senato della Repubblica) и № 277 «Новый порядок выборов Палаты депутатов» (Nuove norme per l’elezione della Camera dei deputati); названа по имени основного разработчика, представителя Христианско-демократической партии Серджо Маттареллы.

## История
Законы № 276 и 277 были приняты по итогам референдума 18 апреля 1993 года и заменили пропорциональную выборную систему, действовавшую с 1946 года.
Действие законов прекратилось с вступлением в силу 31 декабря 2005 года закона Кальдероли.

## Основные положения
- 75 % мест обеих палат занимаются в результате голосования в один тур по мажоритарной системе;
- 25 % мест в Сенате выделяются депутатам из числа проигравших по мажоритарной системе, но получивших наибольшее количество голосов по сравнению с другими проигравшими (так называемый механизм «выделения мест»[итал.]);
- 25 % мест в Палате депутатов занимаются в результате пропорционального голосования по «закрытым» партийным спискам (то есть, без возможности голосования за конкретных кандидатов из списка);
- при пропорциональном голосовании в Палату депутатов для партийных списков устанавливается проходной барьер 4 %.

## Оценки
Политолог Джованни Сартори, считавший эту попытку внедрения в Италии смешанной избирательной системы иллюзорной, прозвал избирательную систему по имени её основного создателя Mattarellum.